# 완산여자고등학교
완산여자고등학교(完山女子高等學校)는 대한민국 전북특별자치도 전주시 완산구 평화동1가에 있는 사립 고등학교이다.

## 학교 연혁
- 1974년 11월 18일 : 전주형문전수학교(각종학교) 12학급 인가
- 1977년 11월 11일 : 제1대 임병식 교장 취임
- 1978년 7월 5일 : 학칙변경(교명 변경 학칙 2조, 전주 풍남상업전수학교)
- 1978년 8월 10일 : 정관변경 학교 법인 완산학원에 귀속
- 1979년 12월 19일 : 문교부 고등학교 학력인가 9학급
- 1981년 12월 12일 : 정관 변경 전주풍남여자상업전수학교
- 1981년 12월 31일 : 설립인가 완산여자상업고등학교(24학급)
- 1982년 2월 15일 : 전주 풍남여자 상업전수학교 폐교
- 2001년 3월 1일 : 교명 변경 완산외국어정보고등학교
- 2001년 8월 23일 : 학과개편 (인터넷정보과 3학급, 웹디자인과 3학급, 경영영어과 2학급)
- 2002년 3월 2일 : 정보통신부 IT특성화고 지정
- 2005년 9월 1일 : 완산여자고등학교 교명 변경
- 2006년 1월 25일 : 자율학교 승인
- 2019년 9월 19일 : 차상철 이사장 취임
- 2021년 3월 2일 : 학과 개편(관광서비스과 2학급, 재무회계과 3학급, 금융통상과 1학급)
- 2023년 3월 1일 : 제13대 김원기 교장 취임
- 2024년 1월 5일 : 제47회 졸업식 59명(졸업생 총수 12,917명)
- 2024년 3월 1일 : 학과 개편(디지털콘텐츠과 1학급, 재무회계과 2학급, 금융통상과 1학급, 관광서비스과 6학급)

## 설치 학과
- 디지털콘텐츠과
- 관광서비스과

## 참고 자료
- 완산여자고등학교 - 한국교육학술정보원 학교알리미